# Prowokacja (książka)
Prowokacja – książka Stanisława Lema po raz pierwszy wydana nakładem Wydawnictwa Literackiego w roku 1984. 
Na tom składają się dwie  recenzje nieistniejących książek (apokryfów) – z tego powodu można traktować ten zbiór jako kontynuację książki Doskonała próżnia.

## Spis recenzji
- Prowokacja (pierwodruk: „Odra”, 1980[1])
  - Horst Aspernicus: Der Völkermord. I. Die Endlösung als Erlösung. II. Fremdkörper Tod, Getynga 1980
- Jedna minuta
  - J. Johnson and S. Johnson: One human minute, Moon Publishers, London - Mare Imbrium - New York 1985

## Opis recenzji

### Der Völkermord
Recenzja nieistniejącej książki fikcyjnego niemieckiego antropologa, Horsta Aspernicusa. Jest ona przeglądem teorii na temat przyczyn Holokaustu, które jednakże autor odrzuca, by w ich miejsce zaproponować własną.

### One human minute
Recenzja nieistniejącej książki, opisującej to, co wszyscy ludzie robią naraz w ciągu jednej minuty. Opisana jest jako tom, który (podobnie jak Księgę rekordów Guinessa) dobrze jest posiadać, ale którego nie trzeba czytać. W związku z tym zacytowane jest tak zwane prawo Lema:
Nikt nie czyta; jeśli czyta, nic nie rozumie; jeśli rozumie, natychmiast zapomina.
W Polsce utwór ukazał się początkowo jako jeden rozdział. Niemieckie i angielskie wydania zawierały dodatkowe dwa rozdziały, napisane w marcu 1983. Po raz pierwszy wersja zawierająca wszystkie trzy rozdziały w języku polskim (w tłumaczeniu Tomasza Lema) ukazała się w 2024 r. nakładem Wydawnictwa Literackiego w tomie Biblioteka XXI wieku.

## Odbiór
Książkę zrecenzował Leszek Bugajski („Fantastyka” 7/84, s. 54).

## Ekranizacje
W 2008 roku węgierski reżyser Pater Sparrow nakręcił film 1, oparty na recenzji One human minute.